# Isabel Wiseler-Santos Lima

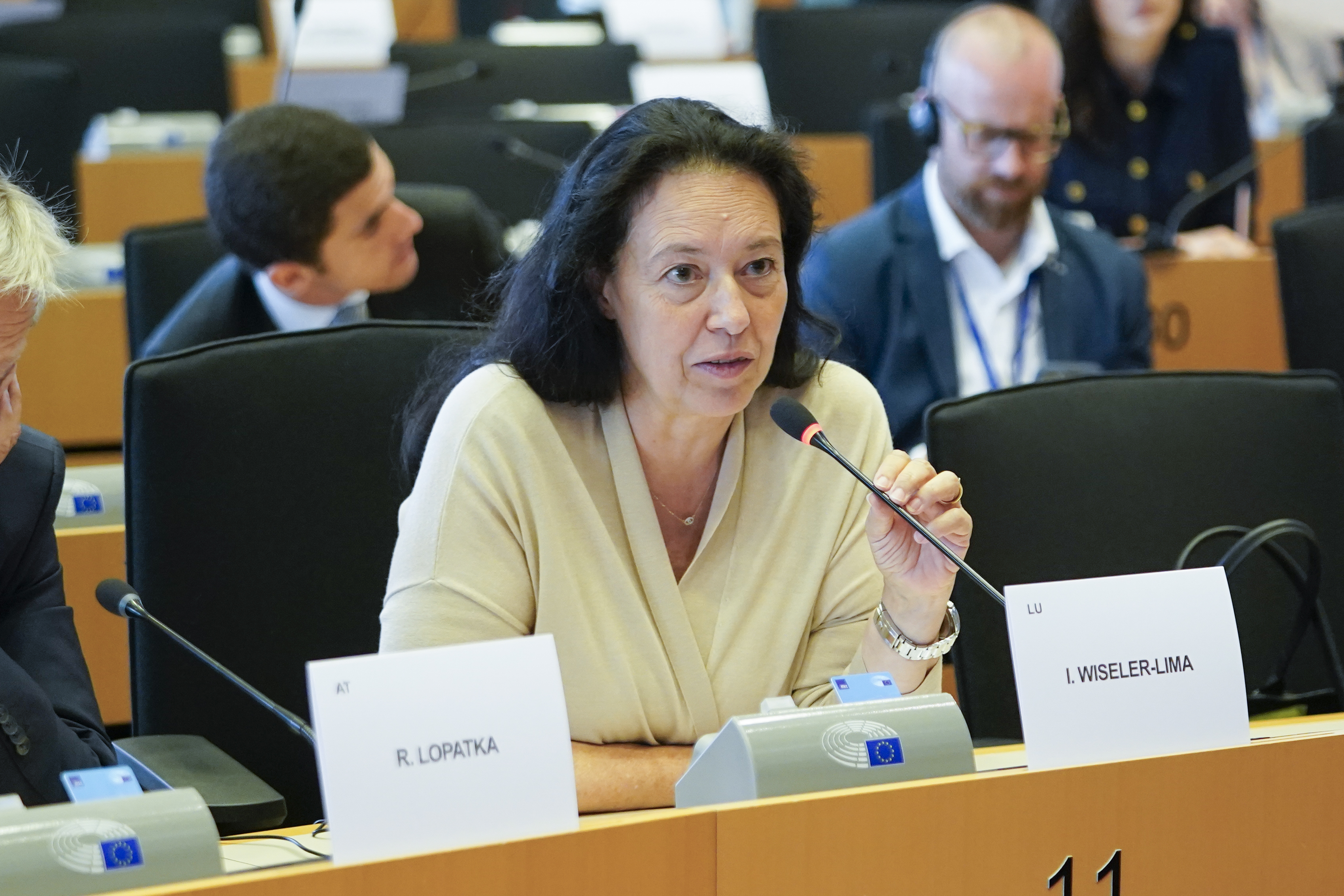
Isabel Wiseler-Santos Lima (2024)

Isabel Wiseler-Santos Lima (* am 29. Dezember 1961 in Odivelas, Portugal) ist eine luxemburgische Politikerin (CSV). Seit 2019 ist sie Mitglied des Europäischen Parlaments für Luxemburg.

## Leben und Karriere
Lima wurde am 29. Dezember 1961 in Odivelas nahe Lissabon geboren. Sie emigrierte im Alter von drei Jahren mit ihren Eltern nach Luxemburg. 1984 erwarb sie einen Magister der modernen Literaturwissenschaften an der Universität Paris III – Sorbonne Nouvelle. Im folgenden Jahr schloss sie sich der Christlich Sozialen Volkspartei (CSV) an. Nach ihrem Hochschulabschluss wurde sie Lehrerin in der Privatschule Fieldgen und war Mitglied deren Vorstand von 2013 bis 2017.
Lima ist seit 2005 Gemeinderätin der Stadt Luxemburg. 2017 wurde sie Schöffe des Gemeinderats.
Bei der Europawahl 2019 wurde Lima zu einem der sechs Mitglieder des Europäischen Parlaments für Luxemburg, als eine der zwei MdEPs ihrer Partei, gewählt. Sie ist Mitglied des Ausschusses für auswärtige Angelegenheiten und dessen Unterausschuss für Menschenrechte sowie der Delegation im Gemischten Parlamentarischen Ausschuss EU-Türkei.
Bei der Europawahl 2024 wurde sie wiedergewählt. In der 10. Wahlperiode ist Wiseler-Lima Mitglied im "Ausschuss für bürgerliche Freiheiten, Justiz und Inneres" sowie im "Unterausschuss Menschenrechte".
Isabel Wiseler-Lima ist seit 2020 Mitglied der überparteilichen Europa-Union Luxemburg und damit auch Teil der Europa-Union Deutschland und der Europäischen Bewegung.
Sie ist mit dem Politiker Claude Wiseler verheiratet und hat drei Kinder.